# Valentina Rodini
Valentina Rodini (Cremona, 28 gennaio 1995) è un'ex canottiera italiana.
Ha partecipato ai Giochi olimpici di Rio de Janeiro 2016 nel doppio pesi leggeri con Laura Milani, uscendo ai ripescaggi e concludendo l'edizione in tredicesima posizione. Nel 2021 ha vinto con Federica Cesarini la medaglia d'oro ai Giochi olimpici di Tokyo 2020 nel doppio pesi leggeri.

## Palmarès
- Giochi olimpici

Tokyo 2020: oro nel 2 di coppia pesi leggeri.
- Europei

Poznań 2020: argento nel 2 di coppia pesi leggeri.
Varese 2021: oro nel 2 di coppia pesi leggeri.
- Giochi del Mediterraneo

Tarragona 2018: oro in singolo pesi leggeri.
- Universiadi

Gwangju 2015: bronzo nel doppio pesi leggeri.
- Campionati italiani

2014: bronzo nel doppio pesi leggeri.
2015: oro in singolo pesi leggeri.
2016: oro nel doppio pesi leggeri.
2017: oro nel doppio pesi leggeri.
2017: argento in singolo.
2018: oro nel doppio pesi leggeri.
2018: oro nel quattro di coppia.
2019: oro nel doppio pesi leggeri.